# کلودیو راموس
کلودیو راموس (انگلیسی: Cláudio Ramos؛ زادهٔ ۱۶ نوامبر ۱۹۹۱) بازیکن فوتبال اهل پرتغال است.
از باشگاه‌هایی که در آن بازی کرده‌است می‌توان به باشگاه فوتبال ویتوریا گیماریش و باشگاه فوتبال توندلا اشاره کرد.
وی همچنین در تیم‌های ملی فوتبال زیر ۱۶ سال، زیر ۱۷ سال، زیر ۱۸ سال، زیر ۲۰ سال و بزرگسالان پرتغال بازی کرده‌است.

## تیم ملی
راموس اولین بازی خود را برای بزرگسالان پرتغال در ۱۴ اکتبر ۲۰۱۸ در جریان پیروزی در بازی دوستانه مقابل اسکاتلند در هامپدن پارک انجام داد و در ۴ دقیقه آخر به عنوان بازیکن تعویضی، به جای بتو، برای تیم ملی فوتبال پرتغال بازی کرد.